# Анна Шарлотта Лотарингская
Анна Шарлотта Лотарингская (нем. Anna Charlotte von Lothringen, фр. Anne-Charlotte de Lorraine; 17 марта 1714, Люневиль — 7 ноября 1773, Монс) — аббатиса Ремиремонта и Сен-Водру в Монсе, коадъютор аббатства Эссен и Торна.

## Биография
Родилась 17 марта 1714 года во дворце города Люневиль. Была последним, тринадцатым ребёнком в семье Леопольда I, герцога Лотарингии и Елизаветы Шарлотты Бурбон-Орлеанской. В 1719 году Люневильский дворец был сильно повреждён в результате пожара. С семи лет воспитывалась в семье Бурбонов у своей бабушки — вдовствующей герцогини Орлеана, принцессы Елизаветы Шарлотты Пфальцской.
В 1725 году отец Анны Шарлотты, Леопольд I, предпринял попытку выдать дочь замуж за короля Франции Людовика XV, которому на тот момент было всего 15 лет. Но тогдашний премьер-министр, принц крови Конде, яростно сопротивлялся этому союзу. Он настоял на женитьбе Людовика XV на дочери бывшего польского короля — Марии Лещинской. Родители Анны Шарлотты были оскорблены тем, что королевой стала полька, а не француженка.
В 1726 году овдовел Людовик де Бурбон герцог Орлеанский — его жена умерла вскоре после родов. Семья Анны Шарлоты снова пыталась выдать дочь за герцога, но герцог отказался от всех предложений женитьбы, последнее из которых было в 1729 году, когда Анне было 15 лет. В этом же году умер её отец, и Анна Шарлотта поехала со своей матерью, вдовствующей герцогиней Орлеана в Вену. Несмотря на предложения о браке, Анна не вышла замуж и стала настоятельницей престижного Ремирмонского аббатства (10 мая 1738 года).
В 1744 году умерла её мать — вдовствующая герцогиня Лотарингская Елизавета Шарлотта Бурбон-Орлеанская — и Анна Шарлотта снова отправилась в Вену, откуда вместе с императорской семьёй ездила на коронацию своего брата Франца во Франкфурте 4 октября 1745 года, в день Святого Франциска. Настоятельнице Ремирмонского аббатства на это время были предоставлены апартаменты во дворце Шёнбрунн.
В 1754 году Анна Шарлотта стала в Бельгии светской настоятельницей благородных девиц в Сен-Водру в Монсе. В Брюсселе она пользовалась большим влиянием в обществе. В 1763 году она была назначена в качестве коадъютора аббатства Эссен и Торна.
С апреля по сентябрь 1770 года Анна Шарлотта последний раз находилась в Вене.
Умерла 7 ноября 1773 года в Монсе, ныне Бельгия. Была похоронена в Герцогском склепе церкви кордельеров в Нанси.